# Бережнівка
Бережні́вка — село в Україні, у Білицькій селищній громаді Полтавського району Полтавської області. Населення становить 958 осіб.

## Населення

### Мова
Розподіл населення за рідною мовою за даними :
| Мова            | Кількість | Відсоток |
| --------------- | --------- | -------- |
| українська      | 930       | 97.08%   |
| російська       | 19        | 1.98%    |
| білоруська      | 3         | 0.31%    |
| вірменська      | 2         | 0.21%    |
| інші/не вказали | 4         | 0.42%    |
| Усього          | 958       | 100%     |

## Географія
Село Бережнівка знаходиться на правому березі річки Вовча, вище за течією на відстані 0,5 км розташоване село Колодяжне, нижче за течією на відстані 5 км розташоване село Золотарівка, на протилежному березі — село Бутенки. Річка в цьому місці звивиста, утворює лимани, стариці та заболочені озера. Через село проходить автомобільна дорога Н31.

## Історія
12 червня 2020 року, відповідно до розпорядження Кабінету Міністрів України № 721-р «Про визначення адміністративних центрів та затвердження територій територіальних громад Полтавської області», село увійшло до складу Білицької селищної громади.
19 липня 2020 року, в результаті адміністративно - територіальної реформи та ліквідації  Кобеляцького району, село увійшло до складу новоутвореного Полтавського району.

## Економіка
- «Бережнівське», СТОВ.
- АФ «Піщанська».
- ФГ «Оберіг».

## Об'єкти соціальної сфери
- Школа І-II ст.

## Релігія
- Михайлівська церква.

## Відомі уродженці
- Касьян Микола Андрійович (1937—2009) — лікар-остеопат, академік НАН України, Заслужений лікар України
- Зацеркляний Микола Григорович (1942—2011) — український різьбяр, Член Національної спілки майстрів народного мистецтва України, Заслужений майстер народної творчості України